# Gallusmühle
Gallusmühle ist ein Hof in der Stadt Neresheim in Baden-Württemberg.

## Lage
Gallusmühle liegt südlich der Kernstadt von Neresheim an der Egau.

## Geschichte
Die erste Erwähnung der Mühle geht auf das Jahr 1682 zurück, als der Pächter ein gewisser Gallus Linse war, von dem sich auch der Name ableitet. Zu dieser Zeit gehörte die Mühle der Abtei Neresheim, ging jedoch später in Privatbesitz über.